# Herbert Joseph Bruch
Pour les articles homonymes, voir Bruch.
Herbert Joseph Bruch (16 mars 1920-26 mai 1993) est un homme politique canadien de la Colombie-Britannique. Il est député provincial créditiste de la circonscription britanno-colombienne de Esquimalt de 1953 à 1972.

## Biographie
Né à Killaly en Saskatchewan, Bruch travaille dans des services d'assurances hospitalières,.
Il meurt d'une rupture d'anévrisme aortique en 1993 à l'âge de 73 ans.